# Потопљени звоник
Потопљени звоник Никољског сабора (рус. Затопленная колокольня Никольского собора) историјско-архитектонски споменик је у југоисточном делу Тверске области на западу европског дела Руске Федерације. Звоник се налази на вештачком острву усред вештачког Угличког језера на реци Волги, и представља последњи остатак руске православне цркве посвећене Светом Николи из XVII века.
Сам храм је саграђен 1694. као део Троицко-Макаријевог манастира на обали реке Волге код данашњег града Каљазина (Каљазински рејон), док је звоник настао знатно касније. Радови на звонику су започели 1794. године, а окончани су 6 година касније, 1800. године. Звоник се у основи састоји од 5 нивоа, куполе и шиљка, укупне висине 74,5 метара и грађен је у стилу класицизма. Имао је 12 звона од којих је највеће изливено 1895. у част крунисања императора Николаја II и тежило је око 17.000 кг. 
Градњом бране на реци Волги узводно од манастира крајем 1930-их, код града Углича створено је вештачко језеро чије воде су потопиле цео стари историјски део града Каљазина, укључујући и манастирски комплекс. Сам манастир је срушен пре испуњавања језера водом, а звоник је остављен да стоји у води као будућа туристичка атракција и торањ намењен падобранским скоковима. Касније је да би се спречило пропадање грађевине, око звоника саграђено малено вештачко острво са малим пристаништем за мања пловила, да би се омогућио несметан приступ грађевини. 
На острву покрај звоника је 22. маја 2007. служена православна литургија.
Звоник је данас најпознатији симбол не само града Каљазина, него и целе долине Волге и Тверске области и привлачи велики број туриста. 